# Per Stig Møller
Per Stig Møller (* 27. August 1942 in Frederiksberg) ist ein dänischer Politiker der Konservativen Volkspartei und Publizist.

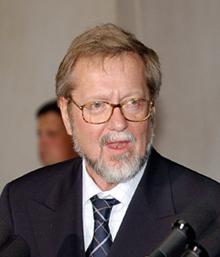
Per Stig Møller (2004)

## Leben
Er ist seit 1984 Mitglied des dänischen Parlaments, war von 1997 bis 1998 Vorsitzender der Konservativen Volkspartei, Umweltminister 1990 bis 1993, Außenminister 2001–2010 sowie Kultur- und Kirchenminister 2010/11.
Møller wurde 1973 zum Dr. phil. in Literaturwissenschaft promoviert und arbeitete als Literaturredakteur für B.T. und Berlingske Aftenavis. Møller hat zwei Dutzend literatur- und kulturwissenschaftliche Bücher veröffentlicht, u. a. über Conrad Malte-Brun, Léopold Sédar Senghor, George Orwell und Kaj Munk.
Er wurde im Mai 2015 von Russland mit einem Einreiseverbot belegt.

## Auszeichnungen
1996 erhielt Møller den Georg-Brandes-Preis für sein Werk Den naturlige orden - tolv år der forandrede verden, das die zentralen Jahren der europäischen Aufklärung behandelt.
- Kommandeur des Dannebrogordens
- Ritter des Nationalen Löwenordens (1975)
- Chevalier des Arts et des Lettres (1986)
- Großkreuz des Verdienstordens der Bundesrepublik Deutschland (2002)
- Commandeur de l’Ordre National du Benin (2003)
- Nordstern-Orden, Commander Grand Cross (2007)
- Großkreuz des Ordens vom Kreuz des Südens (2007)
- Orden des Marienland-Kreuzes I. Klasse (2010)